# Api Claudi Laterà
Api Claudi Laterà (llatí: Appius Claudius Ap. f. Ap. n. Lateranus) va ser un magistrat romà de l'època de l'Imperi i membre de la família dels Laterans de la gens Sèxtia, una antiga família d'origen plebeu de prou rellevància en aquell moment històric. Era fill, en fecte, d'Api Claudi Marcial, llegat a Tràcia el 166, i de la seva esposa Sèxtia Torquata, filla de Tit Sexti Laterà, cònsol el 154; en conseqüència, era germà d'Api Claudi Julià, cònsol l'any 224.
Figura com a cònsol als fastos en una data indeterminada entre el 184 i el 190. Gràcies a una inscripció sabem que va ser quindecimvir [en] (membre d'un dels grans col·legis sacerdotals de Roma, encarregat de guardar els llibres sibil·lins) i també llegat pro praetore de la legió III Italica, creada l'any 165 per Marc Aureli per combatre els marcomans i establerta a la Rècia.